# Апостольский нунций в Омане
Апостольский нунций в Султанате Оман — дипломатический представитель Святого Престола в Омане. Данный дипломатический пост занимает церковно-дипломатический представитель Ватикана в ранге посла. Апостольская нунциатура в Бахрейне была учреждена на постоянной основе 22 мая 2023 года.
В настоящее время Апостольским нунцием в Омане является архиепископ Николя Тевенен, назначенный Папой Франциском 22 мая 2023 года.

## История
Оман и Святой Престол установили дипломатические отношения с 23 февраля 2023 года. Ранее территория султаната подпадала под юрисдикцию апостольской делегатуры на Аравийском полуострове. Однако апостольский нунций не имеет официальной резиденции в Омане, в его столице Маскате и является апостольским нунцием по совместительству, эпизодически навещая страну. Резиденцией апостольского нунция в Омане является Каир — столица Египта.

## Апостольские нунции в Омане
- Николя Тевенен — (22 мая 2023 — по настоящее время).